# Горостиса, Хосе
Хосе Горостиса Алькала (исп. José Gorostiza Alcalá, 10 ноября 1901, Сан Хуан Баутиста, в настоящее время Вильяэрмоса — 16 марта 1973, Мехико) — мексиканский поэт, преподаватель, дипломат.

## Биография
Предки поэта — баски. Закончил Национальный автономный университет Мексики, а затем преподавал в нём литературу. Служил в Министерстве образования. В 1930-х годах был на дипломатической работе в Лондоне, Копенгагене, Риме. В 1940-х годах представлял Мексику в Совете безопасности ООН, был послом страны в Греции.
С 1 апреля по 30 ноября 1964 года — министр иностранных дел.
Младший брат — Селестино Горостиса, драматург, режиссёр театра и кино (1904—1967).

## Творчество
Принадлежал к литературной группе «Современники» (Хавьер Вильуррутия, Хорхе Куэста, Карлос Пельисер, Хайме Торрес Бодет, Сальвадор Ново и др.). Написанное Горостисой невелико по объёму, но обе его книги — сборник лирики Песни — распевать на лодках (1925) и поэма Смерть без конца (1939) — относятся к памятникам латиноамериканской словесности.

## Книги
- Canciones para cantar en las barcas (1925)
- Muerte sin fin (1939)
- Poesía (1964)
- Prosa (1969)
- Epistolario, 1918—1940/ Guillermo Sheridan, ed. (1988)
- Poesía completa/ Guillermo Sheridan, ed. (1996)

## Признание
Член Мексиканской академии языка (1954). Лауреат нескольких национальных премий по литературе.

## Переводы на русский язык
Стихи Горостисы переводили на русский Юлий Даниэль (Ю.Петров), Вл. Васильев.